# Tote Hose
Tote Hose ist eine ursprünglich der Jugendsprache entstammende Redewendung und bedeutet: Ereignislosigkeit oder Schwunglosigkeit. Mit dieser Redewendung wird auch die männliche Impotenz beschrieben.
Nach dieser Redewendung hat sich die Band Die Toten Hosen benannt.
In der Fachliteratur findet der Ausdruck seit Beginn der 1980er Jahre Erwähnung und wird von Linguisten zunächst als „zugleich witzig, exklusiv und erotisch-bildlich“ positiv rezipiert. Die spätere Beurteilung von volkskundlicher Seite fällt weniger positiv aus, so ist etwa Hermann Bausinger der Ansicht: „Die Exklusivität und Erotik der toten Hose soll hier nicht weiter untersucht werden; aber es hat doch den sicheren Anschein, daß hier [...] die Kreativität und Bildhaftigkeit der Jugendsprache überschätzt wird.“

## Verwendung in Buchtiteln
- Uta Claus, Rolf Kutschera (Zeichner): Total tote Hose – 12 bockstarke Märchen. Eichborn Verlag, Frankfurt am Main 1984, ISBN 3-442-08576-4.